# Bidden
Bidden – wieś w Anglii, w hrabstwie Hampshire. Leży 33 km na północny wschód od miasta Winchester i 68 km na południowy zachód od Londynu.